# 卡弗 (麻薩諸塞州)
卡弗（英語：Carver）是一個位於美國麻薩諸塞州普利茅斯縣的鎮。

## 人口
根據2020年美國人口普查的數據，卡弗的面積為102.90平方千米，當中陸地面積為96.90平方千米，而水域面積為6.00平方千米。當地共有人口11645人，而人口密度為每平方千米113人。